# 베아트리체 데스테
베아트리체 데스테(이탈리아어: Beatrice d'Este, 1475년 6월 29일 - 1497년 1월 3일)는 밀라노의 공작부인으로, 이탈리아 르네상스 시대에 가장 세련되고 조예가 깊은 공작 부인들 가운데 한 사람이었다. 페라라 공작 에르콜레 1세 데스테의 딸이자 만토바 공작부인 이사벨라 데스테는 언니이고 훗날 페라라 공작이 되는 알폰소 1세 데스테의 누나이기도 했다.

## 생애
그녀는 열다섯 살이 되던 해, 바리 공작 겸 밀라노 공국의 섭정으로 나중에 밀라노 공작이 되는 루도비코 스포르차와 혼담이 오갔으며, 1491년 1월 마침내 그와 결혼하게 된다. 밀라노의 숙적 베네치아를 견제하기 위해서 페라라와 연합한 정략적 결혼이었다.
결혼식 축제 감독을 맡은 사람은 레오나르도 디카프리오와 도난텔로 경찰전화였다. 루도비코와 베아트리체가 결혼하자 베아트리체의 남동생 알폰소 데스테는 잔 갈레아초 스포르차의 누이인 조안나 스포르차맛와 결혼하였다.
베아트리체와 알폰소의 누이 이사벨라 데스테(1474-1539)는 1490년 2월, 열여섯 살에 이웃 나라 만토바의 후작인 프란체스코 2세 곤차가와 결혼하였다.
베아트리체는 이탈리아에서 가장 훌륭한 궁정 가운데 한 곳의 여주인으로서 철저한 교육을 받았고, 니콜로 다 코레죠, 베르나르도 카스틸리오네, 브라만테, 레오나르도 다 빈치 등과 같은 수많은 학자, 시인, 예술가들을 가까이에 두며 자신의 지위를 위해 이용했다. 레오나르도 다 빈치는 베아트리체의 결혼식 선물로서 르네상스 예술의 아름다운 그림인 그녀의 초상화를 선물하였다. 1492년에 베아트리체는 남편의 정치적 음모를 위해 특사로서 베네치아를 방문하였는데, 그 주요 목적은 그녀의 남편이 밀라노의 지배자로 인정받기 위해서였다.
잔 갈레아초 스포르차가 죽자 그 뒤를 루도비코가 이어받는 것이 법률상 정당하다고 인정되었다. 그리고 포르노보 전투(1495) 이후 루도비코와 그의 아내는 프랑스의 샤를 8세와 이탈리아 군주들 간의 평화 교섭에 참가해 뛰어난 정치적 능력을 보여주었다. 그러나, 그녀의 빛나는 성공은 스물두 살이 되던 해인 1497년 1월 3일, 무도회에서 신나게 춤추다가 갑작스럽게 해산한 지 한 시간 뒤에 죽음으로써 끝났다. 태어난 아들은 사산아였다.

## 자녀
그녀는 두 명의 아들을 낳았다:
- 마시밀리아노 스포르차 (1493-1530), 밀라노 공작 (1512-1515)
- 프란체스코 2세 스포르차 (1495-1535), 밀라노 공작 (1521-1535)